# Mansour Raisi
Mansour Raisi (pers. منصور رئیسی; ur. w 1928, zm. w 1980) – irański zapaśnik walczący w stylu wolnym. Olimpijczyk z Londynu 1948, gdzie zajął czwarte miejsce w kategorii 52 kg.
Wicemistrz Europy w 1949 roku.